# نيكولا شوماتشينكو
 نيكولا شوماتشينكو (27 مارس 1944-12 ديسمبر 2020) هو عازف كمان منفرد وأستاذ ومدير لأوركسترا غرفة الملكة صوفيا، حصل على جائزة دبلومة كونيكس في عام 1999 كأحد أفضل عازفي آلات القوس في ذلك العقد في الأرجنتين.

## سيرته
وُلد شوماتشينكو في مدينة كراكوف في بولندا المحتلة من قبل النازيين لأبوين أوكرانيين غادرا بولندا في نهاية الحرب العالمية الثانية، نشأ وبدأ تعلم الموسيقي في الأرجنتين. غادر شوماتشينكو الأرجنتين للدراسة في الولايات المتحدة في مدرسة ثورنتون للموسيقى بجامعة جنوب كاليفورنيا مع جاشا هايفتز ولاحقًا في معهد كورتيس في فيلادلفيا مع إيفريم زيمباليست وفاز بجوائز في مسابقة تشايكوفسكي الدولية ومسابقة الملكة إليزابيث الموسيقية.
ظهر شوماتشينكو كعازف منفرد مع العديد من الأوركسترا بقيادة فنانين مثل زوبين ميهتا، ولفجانج سواليش، بيتر ماج، ورودولف كيمبي.
يعد شوماتشينكو أول عازف للكمان في فرقة زيورخ الرباعية، وأستاذ الكمان في جامعة فرايبورغ للموسيقى، وشغل منصب قائد ومدير موسيقى أوركسترا غرفة الملكة صوفيا في مدريد.

## عائلته
شقيقته آنا تشوماتشينكو (مواليد 1945) هي أستاذة الكمان في جامعة الموسيقى والمسرح ميونيخ، ابنه إريك تشوماتشينكو (مواليد 1964) عازف بيانو كلاسيكي ويشغل منصبًا تدريسيًا في جامعة موزارتيوم سالزبورغ.
1. 1 2  ""Nicolás Chumachenco - Concertino Director"". مؤرشف من الأصل في 2011-07-26. اطلع عليه بتاريخ 2023-03-29.
2. ↑  ""Nicolas Chumachenco, violin"". مؤرشف من الأصل في 2022-09-22.
3. ↑  ""Nicolas Chumachenco biography"". مؤرشف من الأصل في 2022-09-22.
4. ↑  ""Eric Chumachenco"". مؤرشف من الأصل في 2023-03-01.